# Hilib, Covasna
Hilib este un sat în comuna Ojdula din județul Covasna, Transilvania, România. Se află în partea de est a județului,  în Depresiunea Târgu Secuiesc, la poalele vestice ale munților Vrancei.